# 남호초등학교
남호초등학교는 대한민국 강원특별자치도 동해시에 있는 초등학교다.

## 학교 연혁
- 1967.01.12 남호초등학교 설립 인가
- 1967.03.30 개교(12학급 편제)
- 1981.03.10 병설유치원 설립(2학급 편제)
- 1996.03.01 남호초등학교 개명
- 2006.03.01 강원도교육청 자율장학연구학교 지정
- 2007.12.31 학교표창 : 공교육 내실화(환경교육)
- 2008.01.16 학교표창 : 행복한 학교 가꾸기(자연 친화적 환경 가꾸기)
- 2009.03.01 교원능력개발평가 교실수업개선 모델학교 발표
- 2009.11.25 강원도동해교육지원청 지정 교실수업개선 모델학교 발표
- 2009.12.22 학교평가 우수 학교 선정 교육감 표창
- 2011.03.01 현 위치로 이전개교(24학급 규모)
- 2011.06.27 친환경 우수 건축물 인증
- 2011.12.31 재난대응안전한국훈련 우수기관 표창
- 2014.02.13 제44회 졸업식을 거행(졸업생 수 75명, 누계 5,467명)
- 2014.03.01 22학급 편성(특수1)
- 2014.03.03 2014학년도 시업식 및 입학식
- 2014.09.01 제17대 이상철 교장 취임